# Pasto

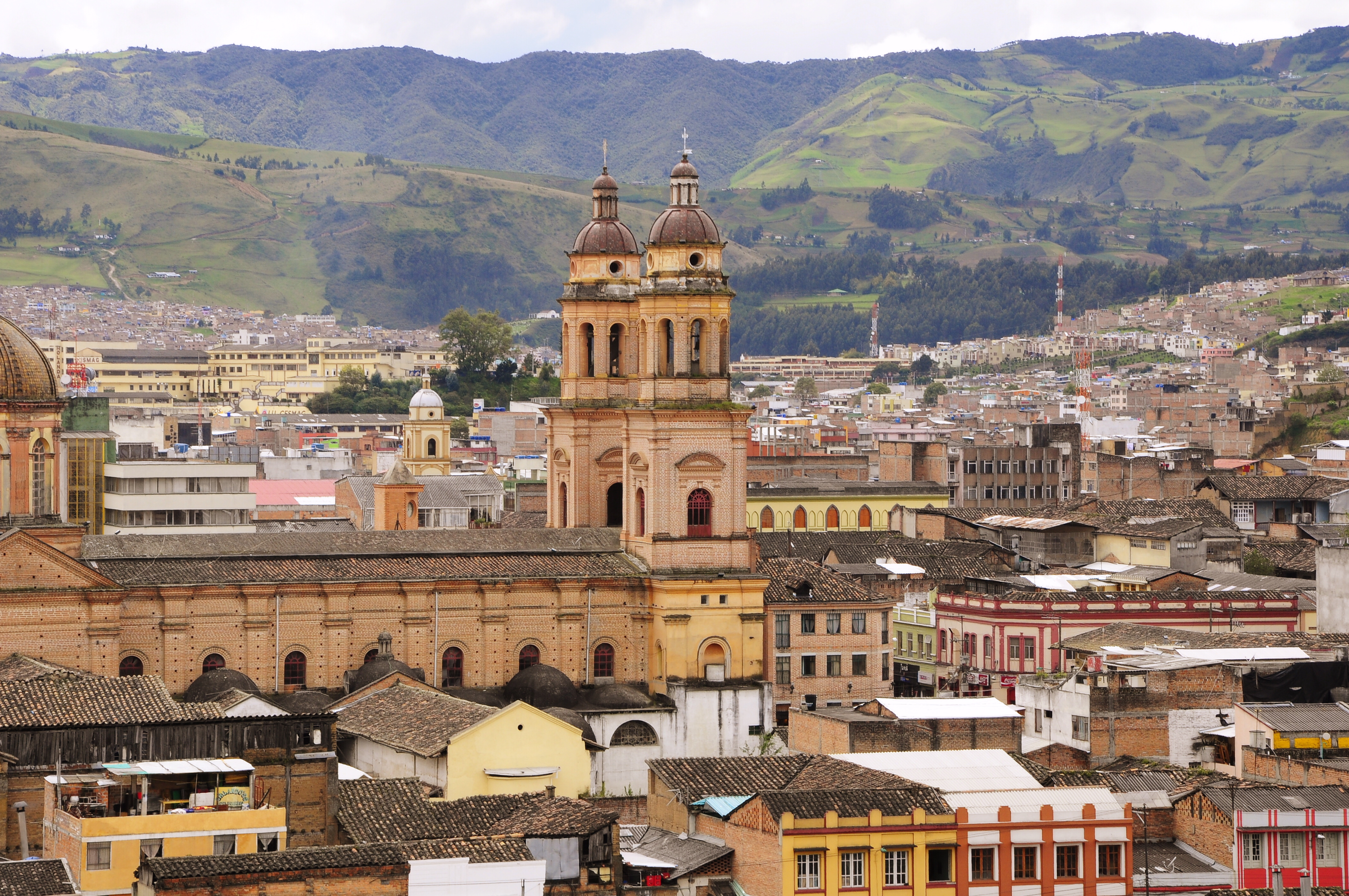
Catedral i centre de la ciutat

Pasto, oficialment San Juan de Pasto, és una ciutat de Colòmbia, capital del departament de Nariño i capçalera del municipi de Pasto. Està situada al peu del volcà Galeras. La ciutat ha estat centre administratiu, cultural i religiós de la regió des de l'època colonial. És també coneguda com a Ciutat sorpresa de Colòmbia. El 2009 tenia 333.123 habitants.
Com a capital departamental, hostatja les seus de la Governació de Nariño, l'Assemblea Departamental, el Tribunal de Districte General, la Fiscalia General i, en general, seus d'institucions dels organismes de l'Estat.
La seva activitat econòmica esta centrada en la indústria tèxtil, alimentària i de la construcció i refineries de sucre. Té aeroport i fa intercanvis importants amb l'Equador. El 1964 es va fundar la Universidad de Nariño.